# Norbert Haimberger
Norbert Haimberger (* 3. Mai 1969 in Wien) ist ein ehemaliger österreichischer Judoka. Er wurde 1992 Europameister. Er trägt den 4. Dan.

## Biografie
Norbert Haimberger begann seine sportliche Karriere beim JGV-Schuh-Ski-Wien und wurde im Nachwuchs mehrfacher österreichischer Staatsmeister. Nach der Matura wurde er Zeitsoldat beim Heeressportzentrum. Bei den Judo-Europameisterschaften 1992 in Paris gewann er den Titel in der Gewichtsklasse bis 71 kg und qualifizierte sich für die Olympischen Sommerspiele in Barcelona. Haimberger war der erste Österreicher, der innerhalb von drei Jahren (1991 bis 1993) in drei verschiedenen Gewichtsklassen bei den Österreichischen Meisterschaften gewinnen konnte. Am Ende seiner Laufbahn kämpfte er für den Colop Samurai Wien vor allem in der Bundesliga. 1996 startete er erneut bei den Österreichischen Meisterschaften und gewann seinen fünften Titel.
Seit dem Ende seiner sportlichen Karriere arbeitet er als Marktforscher, wurde Geschäftsführer und Miteigentümer der FOCUS CEE  und später Geschäftsführer und Miteigentümer bei der puttini.net Werbeagenturges.m.b.H.  2014 wurde Haimberger Teilhaber an der synMedico At GmbH.

## Erfolge
- 1. Rang Europameisterschaften 1992 Paris bis 71 kg
- 1. Rang Österreichische Meisterschaften 1990 bis 71 kg
- 1. Rang Österreichische Meisterschaften 1991 bis 71 kg
- 1. Rang Österreichische Meisterschaften 1992 bis 81 kg
- 1. Rang Österreichische Meisterschaften 1993 bis 90 kg
- 1. Rang Österreichische Meisterschaften 1996 bis 81 kg

## Auszeichnungen
- 2018: Ehrenmitglied des Judo Landesverbands Wien[2]